# Mīchkār
Mīchkār (persiska: ميچكار, Mīchar, ميچَر) är en ort i Iran.   Den ligger i provinsen Mazandaran, i den norra delen av landet, 80 km norr om huvudstaden Teheran. Mīchkār ligger 906 meter över havet och antalet invånare är 109.
Terrängen runt Mīchkār är bergig söderut, men norrut är den kuperad. Runt Mīchkār är det ganska tätbefolkat, med 80 invånare per kvadratkilometer. Närmaste större samhälle är Marzanābād, 2,7 km nordost om Mīchkār. I omgivningarna runt Mīchkār växer i huvudsak blandskog.